# カレー包囲戦 (1558年)
1558年のカレー包囲戦（フランス語：Siège de Calais、英語：Siege of Calais）は、当時神聖ローマ帝国側で第六次イタリア戦争に参加していたスペイン王国のオランダ侵攻を受けて、時のフランス王アンリ2世によって北フランスに緊急招集された王国の中将ギーズ公フランソワが、カレーの地を包囲した戦いのこと。この戦いにより1558年1月8日に、1347年8月4日以来イングランド領となっていた同市は210年の時を経て、フランス王国領に戻ることになった。

## 背景

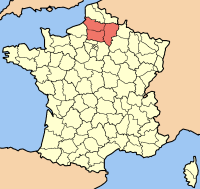
フランスにおけるピカルディ地域圏の位置、カレーはこの真北に位置しイギリス海峡を望む

12世紀ごろ要塞化されたカレーの地は、1347年イングランド王エドワード3世による1年弱に及ぶ包囲の末イングランド領となっていたが、後の百年戦争により1453年以降はイングランド唯一の大陸領土（ペイル・オブ・カレー）となっていた。ブルゴーニュ公シャルル・ル・テメレールの死（1477年）とピカルディ地方のフランス王室への併合により、カレーの領有をめぐる状況は変容しつつあった。しかしそれ以来1世紀に渡り、歴代のフランス王は豊かで技術的にもヨーロッパで先行しているイタリアに注力していた。フランスやブルゴーニュの国境地帯に近く、両国の軍と守備隊が小競り合いをすることがよくあったというが、対立していたフランスとブルゴーニュはカレーが互いの手に渡るのを恐れていたためカレーはイングランドの支配下に留まり続けることになった。一方でイングランドは16世紀に3回（1526年、1544年、1547年）ピカルディへ向けた攻撃を行っており、フランス王国は悩まされていたといえる。
アンリ2世と協力し反スペイン同盟に与していた時のローマ教皇パウルス4世の呼びかけで、1557年にフランスは、イタリア戦争を終結させるヴォセルの停戦（フランス語：Trêve de Vaucelles）を取り消し、ナポリ王国に敵対行動を再開させた。これに対抗してスペイン王国も、チェレゾーレ以来の戦闘行為を再開することとなり、ピカルディへ侵攻。当時のスペイン王フェリペ2世（在位：1556年 - 1598年）はサヴォイア公エマヌエーレ・フィリベルトと同盟してサン＝カンタンの戦いにてアンヌ・ド・モンモランシーをして大敗せしめた。この戦いでモンモランシーは戦死を免れたものの、優秀な大将を破ったスペインはパリへの道を開くことに成功した。このような状況（フランスにとっての危機）において、軍を率いてイタリアへ進まんとしていたフランソワ・ド・ギーズは、ピカルディに戻され、フランス軍中将に昇進することとなった。
1557年スペイン側で参戦したイングランドの遠征軍を退けるべく、アンリ2世は、コンピエーニュ、モントルイユ、ブーローニュ＝シュル＝メールに約30000人の兵士を集めて、冬にカレーを攻撃することを秘密裡に計画した。

## 包囲戦

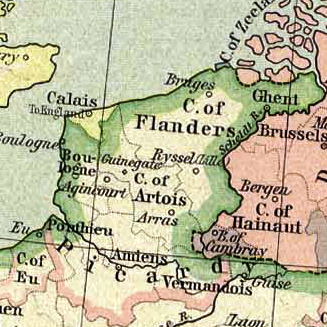
1477年の地図。「Calais」と書かれた部分を含む黄色の部分が百年戦争後もイングランドが保持した「イングリッシュ・ペイル（English Pale）」あるいは「ペイル・オブ・カレー（Pale of Calais）」と呼ばれる地域である。

カレー近郊のユーの森（フランス語：Forêt d'Eu）の辺りには、衣服、パン、ワイン、火薬、肉などが集められていたという。また、自然の防壁がないため、イギリスによるカレー支配の維持は、莫大な費用によって維持・改良された要塞に依存していたといえる。
1558年1月1日（土曜日）、フランスの前衛部隊はサンガット（フランス語：Sangatte）、フレチュン（フランス語：Fréthun）、ニエール（フランス語：Nielles）を攻め落とすと、続く翌2日リスバン砦（fort Risban）を占領し、3日には砲兵がニューレイ砦（fort Nieulay）とリスバン砦に移動した。1月7日の午前2時、攻撃に圧倒されたトーマス・ウェントワース（Thomas Wentworth, 2nd Baron Wentworth）卿は、町の鍵をフランスに渡すことにし、大勢が決した。
数日後、再征服した後背地では、ギューヌ（フランス語：Guînes）とアメス（フランス語：Hames）のイングランド軍の防衛拠点も陥落した。最終的に1月23日、フランス王アンリ2世がカレーに入城した。フランスの支配下に入ったカレーでは国境の画定、耕地や教区（後述する24教区）の再編成、村や教会の再建などがなされた。
この出来事はイングランドに衝撃を以て迎えられ、数ヵ月後、イングランド女王メアリ1世は死の床で親族にこう言ったという。
When I am dead and cut open, they will find Philip and Calais inscribed on my heart.
和訳すると「私が死んで（その体が）切り開かれたとき、人々は我が心臓にフィリップとカレーの名が刻まれているのを見つけるだろう。」となる。フィリップはメアリの夫でスペイン王フェリペ2世のこと。これはイングランドの共同統治者としての名前である。

## 再編された教区
教区は以下の24区に再編された。
- アンドレ（Andres）
- バランエム（Balinghem）

1360年のカレー

- ボナン＝レ＝カレー（Bonningues-lès-Calais）
- カレー
- カンパーニュ＝レ＝ギューヌ（Campagne-lès-Guînes）
- コケル（Coquelles）
- クローニュ（Coulogne）
- フレチュン（Fréthun）
- グエン（Guemps）
- ギューヌ（Guînes）
- Hames-Boucres
- エルヴェリンヘン（Hervelinghen）
- マルク（Marck）
- ニエール＝レ＝カレー（Nielles-lès-Calais）
- Nouvelle-Eglise,
- Offekerque
- オワ＝プラージュ
- Peuplingues
- Pihen-lès-Guînes
- Sangatte
- サン＝トゥリカ（Saint-Tricat）
- Vieille-Église
- サン＝ピエール＝ル＝カレー（Saint-Pierre-lès-Calais）

## その後
その後、総督であったウェントワースとカレーとギューヌのイングランド人はイギリスに送り返され、カレーはフランス領復帰を記念して「再征服国（フランス語：Pays reconquis）」と改名された。この戦いによりフランソワ・ド・ギーズはスペイン軍に反撃できるようになった。夏の間にティオンヴィルとアルロンを奪還し、翌1559年カトー・カンブレジ条約が調印された時にもルクセンブルクに侵攻しようとしていた。同条約ではカレーが仏領として認められ両国国境はドーバー海峡で確定した。
この勝利により、アンリ2世は一連の戦いで失った名声を回復することができた。カレーの攻略は、ヨーロッパにサン＝カンタンの戦いに匹敵しうるほどの大きな影響を与えた。具体的な渚山として挙げられるのは、アンリ2世の息子（王太子）フランソワ（後のフランソワ2世）とスコットランド女王のメアリー・スチュアートとの結婚である。王妃が嗣子なく亡くなった場合、スコットランドはフランスに併合される条項があった。さらにこの結婚は、メアリー・スチュアートがイギリス王位継承権を有していたため、英仏同盟、あるいはそれにあたるものであった。これは、イングランドが覇権争いで常にフランスと無視できないという明確な脅しであった。アンリ2世もメアリーこそ正当なイングランド王位継承権者であると主張し1559年9月にはイングランドとの講和条約締結の後に、駐仏イングランド大使を招いた祝宴の席で、メアリーがイングランド王位継承権者であることを示す紋章を発表し、エリザベス1世を激怒させたという。